# Poa senex
Poa senex är en gräsart som beskrevs av Elizabeth Edgar. Poa senex ingår i släktet gröen, och familjen gräs. Inga underarter finns listade i Catalogue of Life.